# Гидрофосфат гафния
Гидрофосфат гафния — неорганическое соединение, кислая соль металла гафния и фосфорной кислоты. При нормальных условиях представляет собой белые кристаллы, нерастворимые в воде, но растворяются в серной и плавиковой кислотах.

## Получение
- Реакция солей гафния(IV) c фосфорной кислотой:

{\displaystyle {\mathsf {HfBr_{4}+2H_{3}PO_{4}\ {\xrightarrow {HCl}}\ Hf(HPO_{4})_{2}+4HBr}}}

## Физические свойства
Гидрофосфат гафния образует белое вещество, не растворяется в воде.